# Вольный (Красноярский край)
Во́льный — посёлок в Балахтинском районе Красноярского края России. Входит в состав Чистопольского сельсовета.

## География
Посёлок расположен в 50 км к юго-западу от районного центра Балахта.

## История
В 1976 г. Указом Президиума ВС РСФСР поселок отделения № 2 Балахтинского зерносовхоза переименован в Вольный.

## Население
| 1989 | 2002 | 2010 |
| ---- | ---- | ---- |
| 220  | ↘179 | ↘97  |

Гендерный состав
По данным Всероссийской переписи населения 2010 года 49 мужчин и 48 женщин из 97 чел.